# Sâmbătă
Sâmbătă este în mod tradițional a șasea zi a săptămânii (pentru țările în care săptămâna începe lunea), care cade între zilele de vineri și duminică.
Etimologie: sabbatum (l.lat.) (sambatum în latina vulgară) = literalmente sabat.
Din punct de vedere biblic sâmbăta este ziua a șaptea a săptămânii, Sabatul ebraic.